# Bagre panamensis
Bagre panamensis es una especie de pez de la familia Ariidae en el orden de los Siluriformes.

## Morfología
Los machos pueden llegar a alcanzar los 38 cm de longitud total.
La espina que tiene delante de las aletas dorsal y pectoral es venenosa, y puede causar heridas dolorosas.

## Hábitat
Es un pez demersal y de clima subtropical.

## Distribución geográfica
Se encuentra en el Pacífico oriental: desde el río Santa Ana (sur de California, Estados Unidos) hasta el Perú.